# South Pelaw
South Pelaw – wieś w Anglii, w hrabstwie Durham. Leży 11 km na północ od miasta Durham i 386 km na północ od Londynu.